# Jacques Marie
Jacques Marie est un footballeur français né le 12 août 1945 à Caen et mort le 8 juillet 1999 à Lille.

## Biographie
Formé à Caen, ce défenseur part pour Sedan à moins de 20 ans. La première saison, en 1964-1965, l'emmène en finale de la Coupe de France où il ouvre le score contre Rennes. Mais les Ardennais, qui menaient 2-0, se font remonter à 2-2, et perdent 3-1 quand la finale est rejouée.
Il est sélectionné en Équipe de France espoirs.
Après trois saisons à Sedan puis une à Nancy, il rejoint Lens en 1968, où il trouvera une stabilité. La période est difficile pour le club, qui vient d'être relégué en deuxième division, et perd le statut professionnel à l'issue de cette première saison. Marie reste, et devient l'un des piliers de l'équipe qui revient en première division en 1973.
En 1975, il est le capitaine quand Lens affronte Saint-Étienne en finale, mais il perd encore une fois (2-0). Il dispute la Coupe d'Europe des vainqueurs de coupe la saison suivante. Lors de sa dernière saison en 1976-1977, il fait partie du groupe qui termine deuxième du championnat, même s'il n'est plus titulaire à cette époque.
Après sa retraite, il reste dans la région de Lens, devenant professeur d'EPS au lycée Saint-Paul.

## Carrière de joueur
- 1964-1967 :  UA Sedan-Torcy
- 1967-1968 :  AS Nancy-Lorraine
- 1968-1977 :  RC Lens[2]

## Palmarès
- Finaliste de la Coupe de France en 1965 avec l'UA Sedan-Torcy et en 1975 avec le Racing Club de Lens
- Vice-champion de France de D1 en 1977 avec le Racing Club de Lens
- Champion de France de D2 en 1973 avec le Racing Club de Lens